# Àhmad ad-Damurdaixí
Àhmad ad-Damurdaixí (àrab: أحمد الدمررداشي, Aḥmad ad-Damurdāxī) fou un militar i historiador egipci del segle xviii. Serví en un regiment del Caire. L'àrab no era pas la seva llengua materna i el seu origen ètnic és incert.
Va escriure l'única crònica redactada per un membre de l'elit militar, que duu per títol Ad-durra al-mussana fi-akhbar al-kinana, que cobreix el període 1688-1755.